# Armchair general
«Armchair general» (Армчеир дженерал — диванний стратег) — це принизливий термін для людини, яка вважає себе експертом у військових питаннях, незважаючи на те, що не має практично військового досвіду. В якості іншого значення, це може означати військового командира, який не бере участі в реальних бойових діях.

## Традиційне використання
Найпоширеніше використання цього терміна стосується «особи без військового досвіду, яка вважає себе досвідченим військовим стратегом».
Ця особа може бути цивільною особою, чиє знайомство з армією чи військовою історією відбувається лише через академічне чи самостійне навчання, або колишній військовослужбовець, який мав низькі звання та/або не мав досвіду планування чи прийняття стратегічних рішень. В обох випадках ці особи стверджують, що вони краще здатні аналізувати бойові умови та приймати стратегічні рішення, ніж колишні військові командири, які відповідали за такий аналіз і рішення (див. також Теоретизування у кріслі).

## Альтернативне використання
Цей термін також використовується для опису «військового командира, який не бере активної участі у війні або який керує військами з позиції комфорту чи безпеки». Засоби масової інформації та решта військових описують обов'язки цих офіцерів як більш бюрократичні, ніж функціональні, і вони не мають практично жодного досвіду в боях чи війні, але зазвичай підпорядковують собі солдатів чи командирів, які мають бойовий досвід.
Термін не застосовується виключно до офіцерів командного рангу (таких як генерали або адмірали); цей термін також популярний серед рядового персоналу та засобів масової інформації для опису офіцерів високого рангу, чиє звання дає їм вищі привілеї, особливо якщо вони отримали звання завдяки вищій освіті або через вплив своїх сімей, а не під час виконання бойових обов'язків.

### Походження
- Карл фон Клаузевіц натякнув на «хтось, хто стежить за операціями з крісла»[2].

### Armchair admiral
Інший варіант терміна — «armchair admiral» має додатковий підтекст, що операції на морі, такі як битва (або рятувальні операції в мирний час), привносять ряд обмежень і ускладнень (наприклад, небезпека потоплення), які погано беруться до уваги людьми, які не знайомі з мореплавством.